# Murat Han
 Murat Han (* 1. května 1975, Ankara) je turecký divadelní a filmový herec. Účinkoval v televizních sériích Omre bedel a Bliss.